# 勒潘 (大西洋卢瓦尔省)
勒潘（法語：Le Pin，法語發音：[lə pɛ̃] ⓘ）是法国大西洋卢瓦尔省的一个市镇，位于该省东部，属于沙托布里扬-昂斯尼区。

## 地理
勒潘（47°35'21"N, 1°9'13"W）面积24.95 平方千米，位于法国卢瓦尔河地区大区大西洋卢瓦尔省，该省份为法国西北部沿海省份，位于布列塔尼半岛东南部，北起伊勒-维莱讷省，西北接莫尔比昂省，西临大西洋，南至旺代省，东临曼恩-卢瓦尔省。
与勒潘接壤的市镇（或旧市镇、城区）包括：沙兰拉波特里、拉沙佩勒格兰、瓦隆德莱德尔。

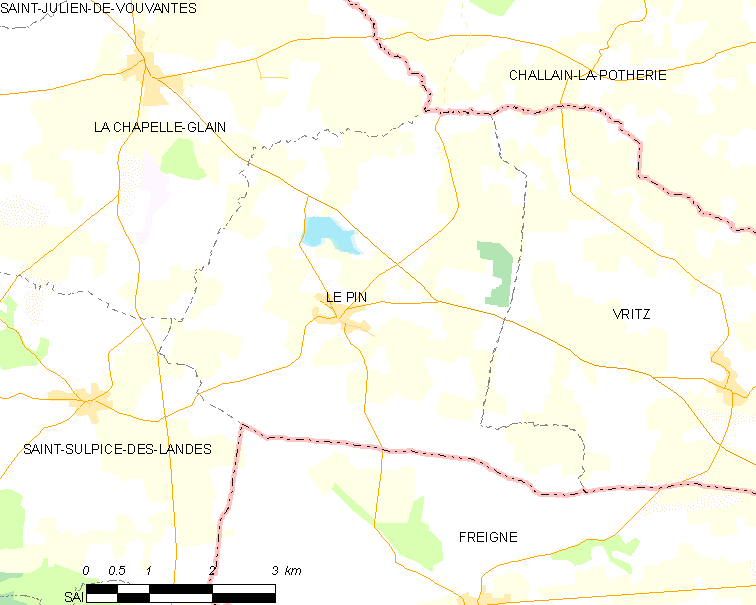
的OSM定位图

勒潘的时区为UTC+01:00、UTC+02:00（夏令时）。

## 行政
勒潘的邮政编码为44540，INSEE市镇编码为44124。

## 政治
勒潘所属的省级选区为昂斯尼-圣热雷翁县。

## 人口

1962-2008年间人口变化图示

勒潘于2022年1月1日时的人口数量为829人。